# Liste der Naturdenkmale in Immenstaad am Bodensee
| Naturdenkmale | Anzahl |
| ------------- | ------ |
| FND           | 0      |
| END           | 2      |
| Gesamt        | 2      |

Die Liste der Naturdenkmale in Immenstaad am Bodensee nennt die verordneten Naturdenkmale (ND) der im baden-württembergischen Bodenseekreis liegenden Gemeinde Immenstaad am Bodensee. In Immenstaad am Bodensee gibt es insgesamt 2 als Naturdenkmal geschützte Objekte, keine sind flächenhafte Naturdenkmale (FND), alle sind Einzelgebilde-Naturdenkmale (END).
Stand: 31. Oktober 2016.

## Einzelgebilde (END)
| Name                                    | Bild | Kennung     | Einzelheiten           | Position | Fläche Hektar | Datum         |
| --------------------------------------- | ---- | ----------- | ---------------------- | -------- | ------------- | ------------- |
| Alter Baumbestand aus Weiden u. Pappeln | BW   | 84350240002 | Immenstaad am Bodensee | ⊙        | 0,0           | 25. Juli 1939 |
| Alter Baumbestand am Eisweiher          | BW   | 84350240001 | Immenstaad am Bodensee | ⊙        | 0,0           | 25. Juli 1939 |
| Legende für Naturdenkmal                |      |             |                        |          |               |               |